# Jefferson Fredo Rodrigues
Jefferson Fredo Rodrigues (født 28. februar 1978) er en tidligere brasiliansk fodboldspiller.
Han har spillet for flere forskellige klubber i sin karriere, herunder Verdy Kawasaki.